# Ingebjørg Saglien Bråten
Ingebjørg Saglien Bråten (20 september 1999) is een Noorse schansspringster.

## Carrière
Bij haar wereldbekerdebuut, in november 2018 in Lillehammer, scoorde Bråten direct wereldbekerpunten. Op de wereldkampioenschappen schansspringen 2019 in Seefeld eindigde ze als 25e op de normale schans, samen met Anna Odine Strøm, Silje Opseth en Maren Lundby veroverde ze de bronzen medaille in de landenwedstrijd.

## Resultaten

### Wereldkampioenschappen
| Jaar | Plaats  | Resultaten             |
| ---- | ------- | ---------------------- |
| 2019 | Seefeld | 25e HS109 · Team HS109 |

### Wereldbeker
Eindklasseringen
| Seizoen   | Algm | RAW |
| --------- | ---- | --- |
| 2018/2019 | 38e  | 28e |